# Alkoxygruppe
I kemi er en alkoxygruppe en alkyl (carbon- og hydrogenkæde) gruppe bundet med en enkeltbinding til oxygen således: R—O. Alkoxygrupper er en stor varieret gruppe, hvor den simpleste er methoxy (CH3O—). En ethoxy gruppe (CH3CH2O—) findes i de organiske stof ethylphenylether, C6H5OCH2CH3 som også er kendt som. Aryloxygrupper er beslægtede med alkoxygrupper, som er en arylgruppe bundet med en enkeltbinding til oxygen som phenoxygruppen (C6H5O—).
En alkoxy- eller aryloxygruppe bundet til en alkyl eller aryl (R1—O—R2) er en ether. Hvis den er bundet til H er det en alkohol. En alkoxid (RO–) er en ionisk eller salt-form; det er et derivat af en alkohol hvor protonen er blevet erstattet med et metal, typisk natrium.
| Kemi | Spire Denne artikel om kemi er en spire som bør udbygges. Du er velkommen til at hjælpe Wikipedia ved at udvide den. |